# Замок Баллісід

Герб графів Десмонд.

Замок Баллісід (англ. Ballyseede Castle) — один із замків Ірландії, розташований в графстві Керрі, на березі річки Лі, в місті Тралі, де проводяться щорічні фестивалі «Троянди Тралі». Замок побудований в XVI столітті. Нині це розкішний готель. Замок оточує маєток площею 30 акрів, сади і ліси. Замок являє собою комплекс споруд, більшість з яких має 3 поверхи. Багато елементів архітектури та оздоблення замку є унікальними для Ірландії. Є бібліотека, зал для розваг, старовинні каміни.

## Історія замку Баллісід
Замок Баллісід був основною твердинею однієї з гілок Фіцджеральдів, що стали графами Десмонд, що у свій час відмовились присягати на вірність короні Англії. Це вилилось у нескінченні повстання, що тривали більше 300 років і ввійшли в історію як повстання Геральдинів (Джеральдинів). Повстання закінчились тим, що Джеральд — XVI граф Десмонд був розбитий і поклав голову на плаху. Його голова була виставлена в Лондоні на лондонському мосту.
Після розгорому графа Десмонда в 1584 році замок Баллісід та 3000 акрів землі навколо нього були даровані Роберту Бленнергассетту — аристократу з Камберленду при умові, що він один раз на рік на Івана Купала буде дарувати королеві Англії червону троянду. Бленнергассетти з 1612 до кінця ХІХ століття року були депутатами парламенту — спочатку Ірландії, а потім Великої Британії. Ця аристократична родина Бленнергассетт володіла замком Баллісід до 1967 року.
У середині XVIII століття полковник Джон Бленнергассетт (1691—1775) розширив замок, побудував споруду в георгієвському стилі, яку він назвав Елм Гроув. Збереглася бібліотека цього будинку. Саме тут полковник Бленнергассетт розробив план надання притулку сотням біженців з Німеччини — так званих палатинів. Це були німецькі протестанти, що тікали з долини Рейну під час війни за іспанську спадщину.
З плином часу будинок Елм Гроув був значно відремонтований та розширений. У 1821 році архітектор сер Вільям Моррісон побудував нове північне крило, зал для бенкетів, круглу вежу в готичному стилі.
До 1880-х років замок був домом для Артура Бленнергассета, що використовував свого кузена — архітектора Джеймса Франкліна Фуллера для перебудови замку.
У 1967 році Бленнергассети продали замок. Нові власники замок переробили на розкішний готель.

## Легенди про замок Баллісід
Розповідають, що в замку Баллісід неодноразово бачили привидів — колишніх володарів замку. Найчастіше бачили привид жінки, яку називають Гільда. Щороку цей привид блукає замком у ніч на 24 березня. Останній раз цей привид перелякав відвідувачів замку-готелю в 1998 році.